# Thắng Lợi, Hạ Lang
Thắng Lợi là một xã thuộc huyện Hạ Lang, tỉnh Cao Bằng, Việt Nam.

## Địa lý
Xã Thắng Lợi nằm ở phía bắc huyện Hạ Lang, có vị trí địa lý:
- Phía đông giáp xã Đồng Loan và xã Minh Long
- Phía tây giáp xã Đức Quang
- Phía nam giáp thị trấn Thanh Nhật và xã Quang Long
- Phía bắc giáp huyện Trùng Khánh.

Xã Thắng Lợi có diện tích 50,71 km², dân số năm 2019 là 1.935 người, mật độ dân số đạt 38 người/km².
Trên địa bàn xã có một số ngọn núi như Chông Mạ, Pò Hai, Nà Ngườm, Ngườm Én, Pác Sam. Tỉnh lộ 207 chạy qua phía nam của xã.

## Lịch sử
Ngày 15 tháng 9 năm 1969, Hội đồng Chính phủ ban hành Quyết định số 176-CP về việc giải thể huyện Hạ Lang và sáp nhập xã Thắng Lợi vào huyện Trùng Khánh.
Ngày 10 tháng 6 năm 1981, Hội đồng Chính phủ ban hành Quyết định 245-CP về việc thành lập xã Đồng Loan trên cơ sở sáp nhập 6 xóm: Khau Ra, Bản Sáng, Bản Len, Bản Lũng, Bản Miao, Bản Thuộc tách từ xã Thắng Lợi.
Ngày 1 tháng 9 năm 1981, xã Thắng Lợi được chuyển về huyện Hạ Lang vừa tái lập.
Đến năm 2019, xã Thắng Lợi được chia thành 12 xóm: Bản Doa, Bản Kha, Bản Sâu, Bản Xà, Cát Hảo, Co Nghịu, Lỳ Ruông, Nà Ngần, Rặc Giang, Un Thôm, Bản Vạn, Bản Bắng
Ngày 9 tháng 9 năm 2019, Hội đồng Nhân dân tỉnh Cao Bằng ban hành Nghị quyết số 27/NQ-HĐND về việc:
- Sáp nhập hai xóm Cát Hảo và Bản Doa thành xóm Hùng Binh
- Sáp nhập hai xóm Bản Sâu và Nà Ngần vào xóm Bản Xà
- Sáp nhập hai xóm Co Nghịu và Un Thôm thành xóm Thái Thông
- Sáp nhập ba xóm Lỳ Ruông, Bản Kha, Rặc Giang thành xóm Hùng Cầu.

## Hành chính
Xã Thắng Lợi được chia thành 6 xóm: Bản Xà, Hùng Binh, Hùng Cầu, Thái Thông, Bản Vạn, Bản Bắng